# هانا تاجيما
هانا تاجيما سيمبسون (1986) هي فنانة تشكيلية بريطانية يابانية، ومدونة، وعارضة أزياء، ومصممة أزياء. اشتهرت بتعاونها المتكرر مع متجر الملابس الياباني يونيكلو.

## النشأة
ولدت هانا تاجيما في جنوب غرب إنجلترا عام 1986 لأم إنجليزية وأب ياباني. في طفولتها لم تكن تدين بدين. عندما كانت مراهقة، قرأت تاجيما القرآن واعتنقت الإسلام في سن 18 عامًا، واعتمدت ارتداء الحجاب. بدأت بيع الملابس عبر الإنترنت في عام 2010 
انتقلت لاحقًا إلى شمال ولاية نيويورك في الولايات المتحدة.

## حياتها المهنية
صممت تاجيما ملابس لسلسلة الملابس غير الرسمية اليابانية يونيكلو، وتشتهر بتصميمات الملابس المحتشمة.
في عام 2015، صممت تاجيما خطًا من الحجاب والملابس المحتشمة لشركة يونيكلو في سنغافورة. وكان ذلك أول حجاب باعته شركة يونيكلو. ظهر الخط لأول مرة في ماليزيا وسنغافورة وإندونيسيا، وعرضته نجمة البوب الماليزية يونا. ظهر الخط لأول مرة في الولايات المتحدة والمملكة المتحدة في فبراير 2016.
ظهر الحجاب الذي صممته تاجيما في معرض MoMa 2017-2018 العناصر: هل الموضة حديثة؟.  وقد ظهرت أعمالها في مجلة فوغ العربية ، وريفايناري 29 ، ومجلة إل ، ونايلون.